# Arkeologisk museum (Stavanger)
Arkeologisk museum ved Universitetet i Stavanger  (AM eller AmS) er fra 1. januar 2009 en del af Universitetet i Stavanger.
er en del af Universitetet i Stavanger og arbejder med Rogalands historie fra de første menneskene kom til området  til slutningen af middelalderen. Museet ligger i Våland. Jernaldergården i Ullandhaug lige ved Universitetet i Stavanger er også en del af museet.
Museets samlinger indeholder over 12.000 fund fra Rogaland. Museet driver en omfattende publiceringsvirksomhed og har et eget forlag, AM forlag. Forlaget udgiver blandt andet tidsskriftet Frá haug ok heiðni, som udkommer fire nummer i året og distribueres til alle medlemmer af Rogaland arkeologiske forening.

Hver forår og sommer arrangerer museet arkæologiske undersøgelser i Rogaland. Den faste udstilling, Museoteket, giver en introduktion til Rogalands forhistorie gennem en tematisk præsentation af oldsager og andre fund. Museotekets arkiv er åbent for publikum med information ordnet efter fundsted.
Besøgstallet blev øget med 12,5 procent i 2007: Det steg fra 37.589 besøgende i 2006 til 44.538 i 2007.